# Il sole sorgerà ancora
Il sole sorgerà ancora (The Sun Also Rises) è un film del 1957 diretto da Henry King. Il soggetto è il primo romanzo di Ernest Hemingway, Fiesta (1926).

## Trama
Dopo il suo impiego nella prima guerra mondiale, l'americano Jake Barnes decide di rimanere in Europa e lavorare come reporter a Parigi. Contemporaneamente egli cerca, come molti della sua generazione, intrattenimenti dilettevoli, per divertirsi, ma anche per compensare la propria impotenza sessuale, della quale soffre a causa di un evento bellico.
Un giorno egli incontra in un locale da ballo la bella Brett Ashley, che lo aveva curato come infermiera durante la guerra. Entrambi s'innamorano, ma subito dopo si perdono nuovamente di vista.
Insieme all'amico Bill Gorton, Jake parte per Pamplona per assistere all'annuale corsa dei tori. Giunti colà, egli incontra nuovamente Brett Ashley in un'arena da corrida. Ella è in compagnia di Robert Cohn e Mike Campbell, entrambi innamorati di lei. Nei giorni che seguono la gelosia fra i tre uomini genera sempre maggiori tensioni. Nel frattempo la donna contesa comincia una storia con il festeggiato torero Pedro Romero, con il quale infine ella fugge.
Nel timore di rovinare la carriera di Pedro però, Brett mette fine al loro rapporto amoroso. Quando lei si fa viva con Jake a Madrid, gli confessa di essersi messa con Pedro solo per dimenticare lui e  gli chiede di andare via con lui. Insieme i due lasciano la capitale spagnola.